# Nová Obora
Nová Obora je samota příslušející k obci Hrdějovice v okrese České Budějovice v Jihočeském kraji.

## Knížecí dvůr Nová Obora
Koncem roku 1699 byl vystavěn na hlubockém panství u Opatovic schwarzenberský knížecí dvůr Nová Obora, který měl roku 1914 rozlohu cca 113 ha. Dvůr vznikl na místě dvou velkých rybníků, které byly proměněny v louky a ty zase v pole. Při tvoření tohoto dvora si vrchnost zabrala pozemky (pole a louky) opatovických poddaných, scelila je a opatovickým dala v náhradu pozemky jiné.
Sedlákům Matoušovi Krčmovi, Jiřímu Suchanovi, Václavovi Zevlovi, Ondřeji Šulistovi a Matoušovi Marešovi byly zabrány pozemky ve výměře cca 17 strychů a v té samé míře dostali pozemky jiné. Také obec dala pozemky, za což dostala náhradu od chalup Kovařovy a Tesařovy. Obci bylo dále odpuštěno 8 kop grošů za pastvu v obou rybnících.
Dále vrchnost zrušila 4 chalupy ve výměře 18 2/4 strychů polí a luk na 6 fůr a dala jim v náhradu 40 strychů polí a luk na 12 fůr na „Světlících“. Chalupníci si vystavěli čtyři nové chalupy a tím vznikla osada Čertíkov, později zvaná Nemanice.
Roku 1774 se ženil Josef Caissan, myslivec (Reitjäger) z Nové Obory. Roku 1810 měla Nová Obora staré číslo popisné 40 a byla zvána „na Hřibech“. Roku 1821 je uváděn Vít Bezpalec, šafář z Nové Obory. Roku 1841 je uváděn Karel Müller, šafář z Nové Obory. Jeho syn Karel Müller byl farářem v Suchdole nad Lužnicí.

## Pověst o ohnivém kočáře
Ačkoli vrchnost tvrdila, že dala svým poddaným v náhradu větší a lepší pozemky, opatovičtí byli opačného názoru. Dle pověsti byli opatovičtí připraveni o nejlepší pastviny a marné byly jejich nářky proti vrchnosti. Nikdo je prý nevyslyšel. Ale Bůh prý potrestal direktora hlubockého panství: po smrti neměl v hrobě pokoje. Lidé prý za šera viděli jak po pozemcích neprávem odňatých jezdil ohnivý kočár, v němž seděl direktor s mezníkem v ruce a stále hrozným hlasem volal: „Kam ho dám?“ Lidé před příšerným zjevem utíkali. Jen dědeček Bendů z Opatovic prý neutekl a na direktorovu otázku odpověděl: „Kdes ho vzal!“ Vidění zmizelo a od té doby se neukázalo.

## Skelná huť u Hluboké

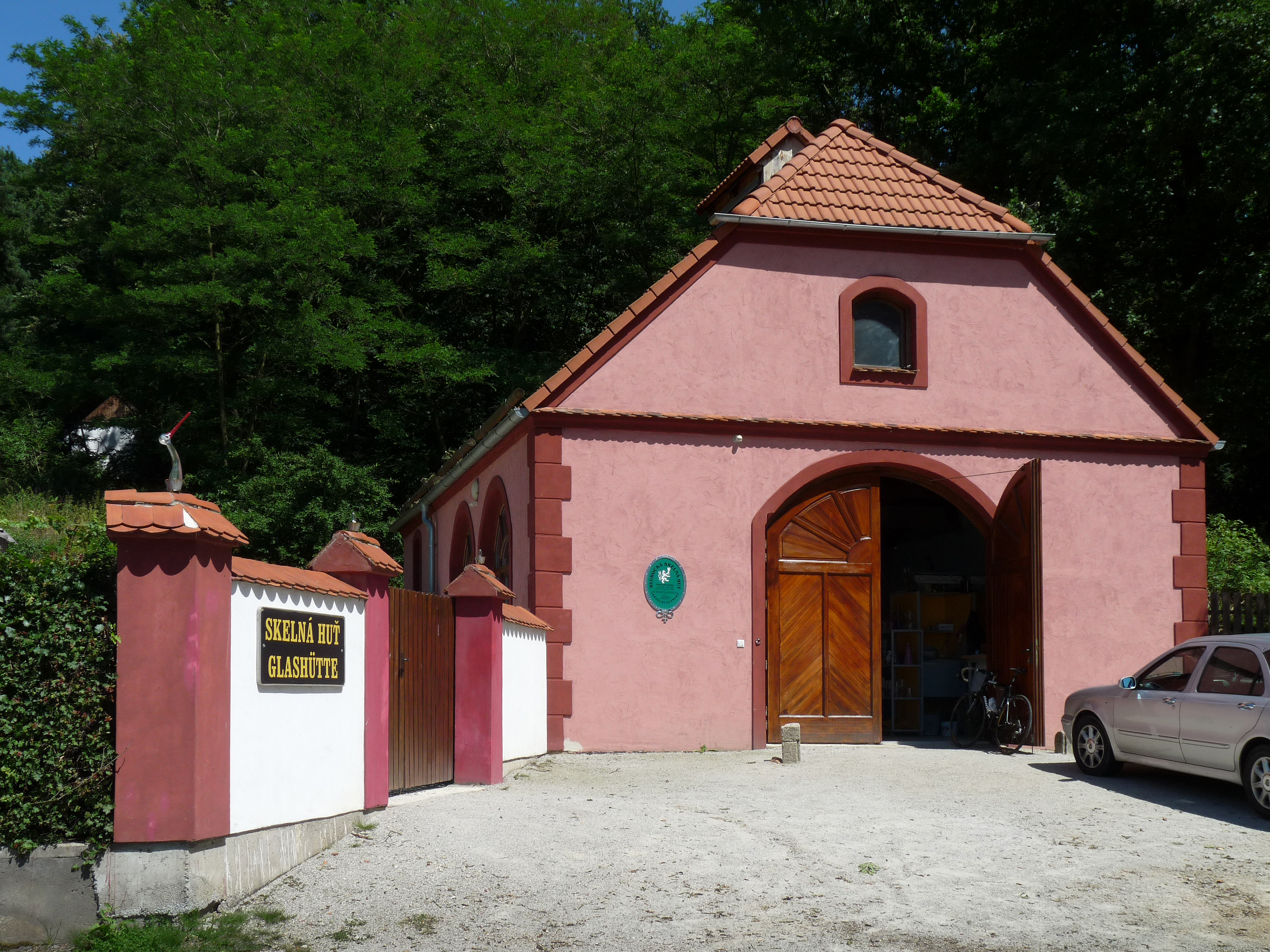
Hlubocká skelná huť

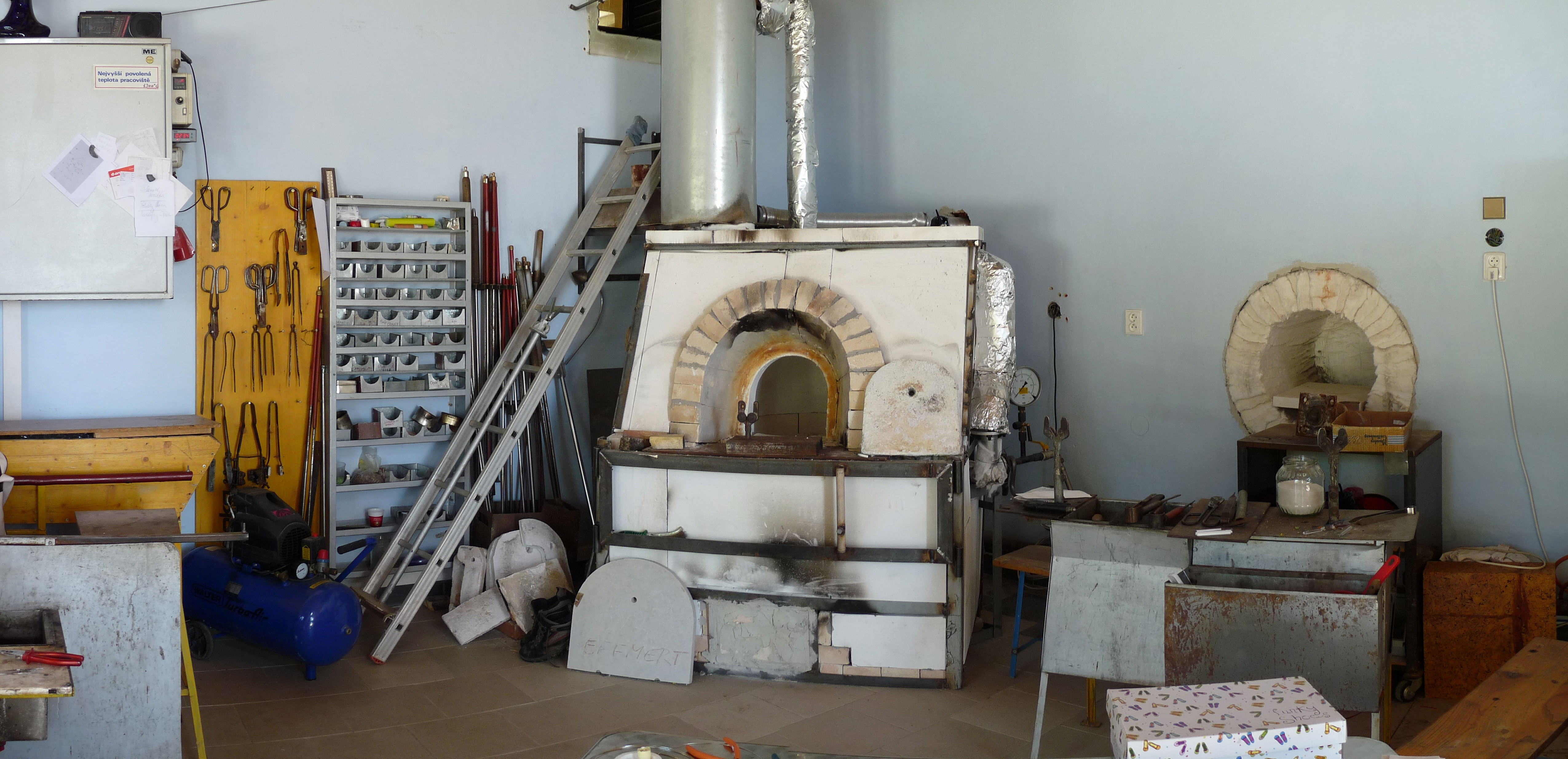
Sklářská pec a nářadí

Jedná se o nově postavenou budovu, ve které se nachází moderně zařízená skelná huť. Ve sklárně neprobíhá intenzívní výroba, spíše jde o místo využívané k představení sklářského řemesla, kde lze i vyzkoušet, jak pracovat s píšťalou. Je možné vidět výrobu nejen obvyklého sortimentu výrobků ale také vinutých skleněných perlí, tzv. vinutek.